# Dorcadion confluens
Dorcadion confluens là một loài bọ cánh cứng trong họ Cerambycidae.